# Hoeve Mamelis
Hoeve Mamelis, ook wel de Mamelisserhoeve genoemd, is een monumentaal boerderijcomplex in het gelijknamige gehucht Mamelis in de gemeente Vaals in het zuiden van de Nederlandse provincie Limburg. Het is een grote carréboerderij van rode baksteen, mergel en vakwerk met poortgevel en gesloten binnenplaats. Ze is grotendeels gebouwd in het begin van de 17e eeuw. Naast rijksmonument is het bouwwerk ook onderdeel van het beschermd dorpsgezicht Mamelis.

## Geschiedenis
Het huidige complex is vanaf 1617 gebouwd op de plaats van een vroegmiddeleeuwse ontginningsboerderij, die voor het eerst wordt vermeld in een document uit 1392. De hoeve werd in 1614 gekocht door jonker Leonard van Merssen, gehuwd met Herberta Huyn van Amstenrade. Het echtpaar bewoonde toen kasteel Nijswiller. Door een reeks aankopen breidde hij het grondbezit aanzienlijk uit. Hij herbouwde en vergrootte de hoeve. Na zijn dood in 1643 heeft de hoeve verschillende eigenaren gehad, waaronder Gerard van Dieden Malatesta, Daniel Fraiquin en vanaf 1923 de nabijgelegen Abdij Sint-Benedictusberg. In de jaren 1956-1957 is de hoeve door de architect H.J. Palmen gerestaureerd. Tot heden is het gebouw nog altijd in gebruik als agrarisch bedrijf.

## Omschrijving
De hoeve is gelegen aan de gelijknamige straat Mamelis (huisnummers 21-23) te Lemiers en grenst tevens aan de voormalige rijksweg (thans provinciale weg) van Vaals naar Maastricht, de N278. Ze bestaat uit vier vleugels in carré die een rechthoekige binnenplaats omsluiten. De oudste vleugel, het woonhuis, stamt uit 1617 en heeft twee bouwlagen uit baksteen met fragmenten van mergel en hardstenen raamomlijstingen. De poortvleugel stamt uit 1629 en heeft aan de binnenplaats een gevel van vakwerk. De overige vleugels vormen de stallen.

## Fotogalerij

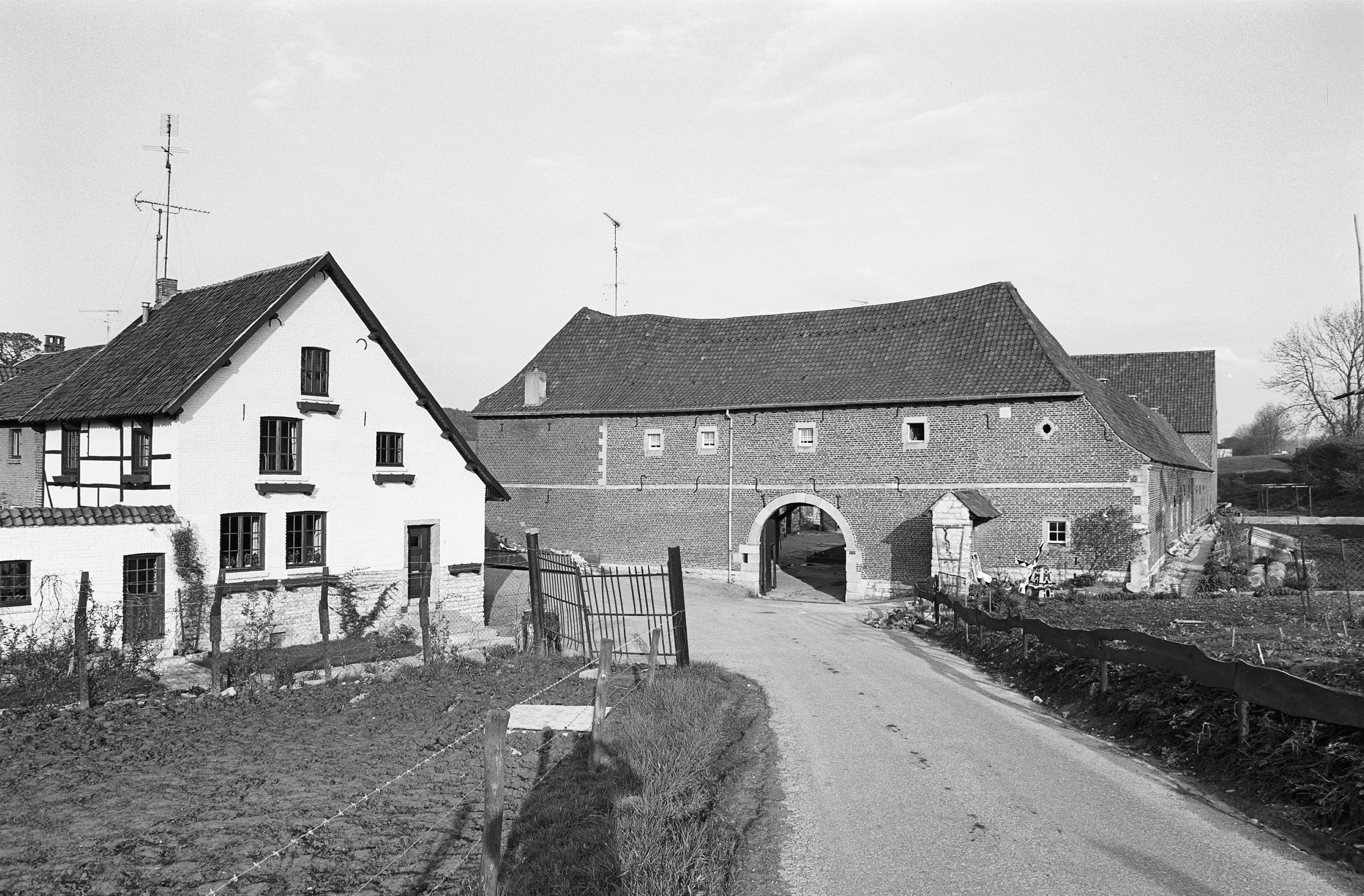
De hoeve anno 1982
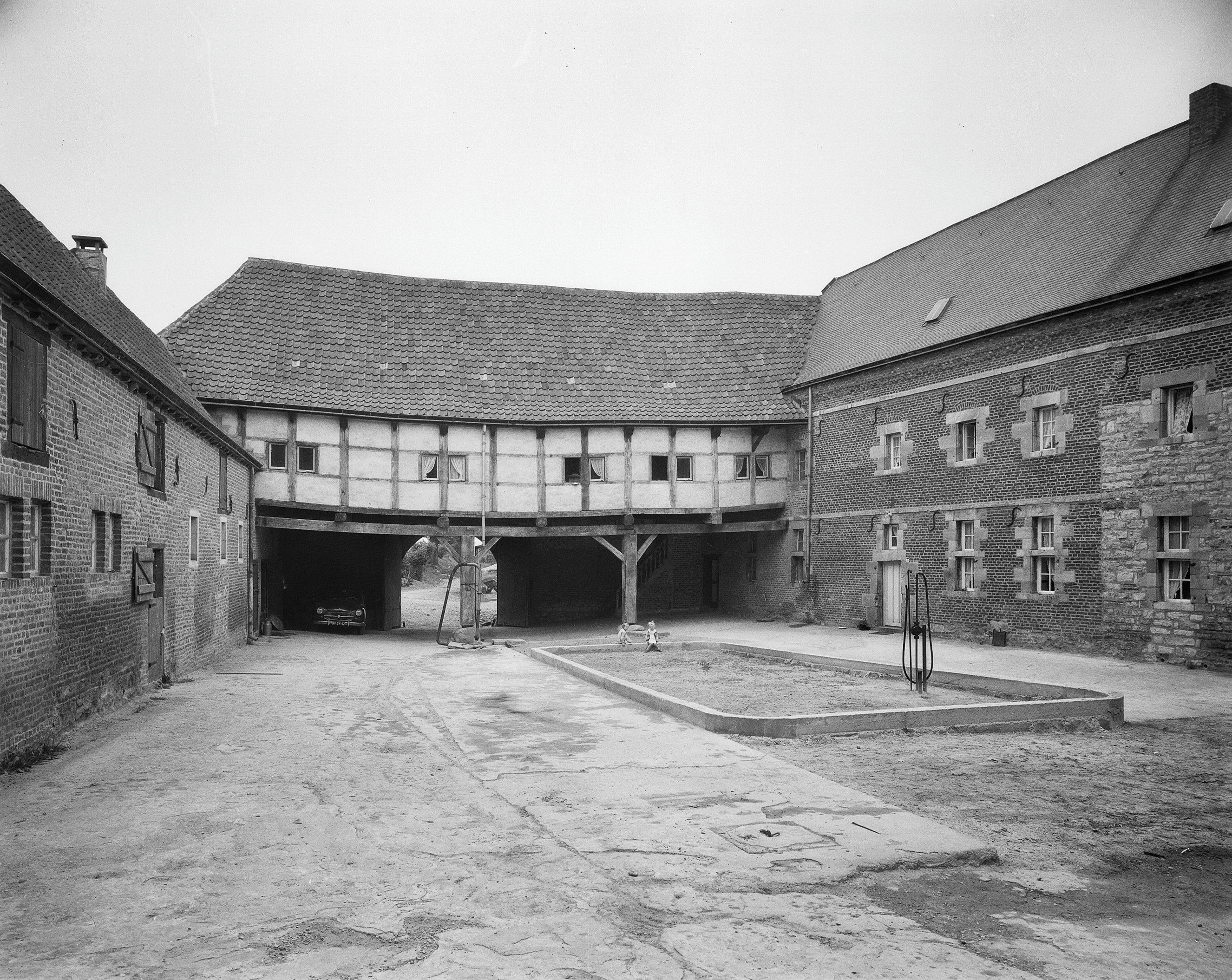
Binnenplaats naar het westen
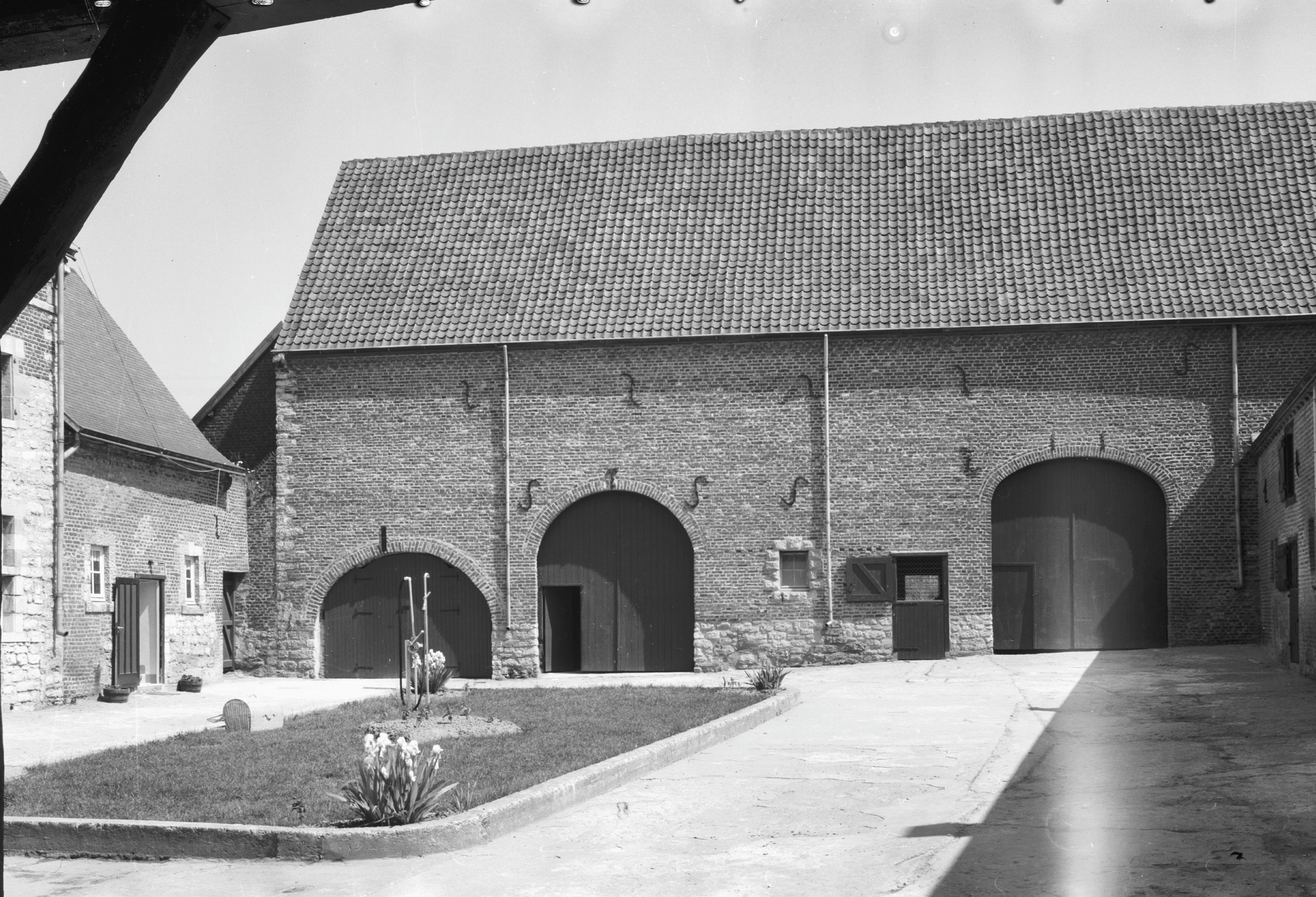
Binnenplaats naar het oosten